# Войново (Пензенская область)
Войново — село Малосергиевского сельсовета Тамалинского района Пензенской области. На 1 января 2004 года — 28 хозяйств, 78 жителей.

## География
Село расположено на юго-востоке Тамалинского района, расстояние до районного центра пгт. Тамала — 7 км, до центра сельсовета Варварино — 4 км.

## История
По исследованиям историка — краеведа Полубоярова М. С., село образовано в середине XVIII века помещиками, названа по фамилии одного из владельцев села помещика Якова Григорьевича Войнова. В 1780 году — в Сердобском уезде Саратовской губернии. В 1911 году в селе церковно-приходская школа, церковь, входило в Дуровскую волость Сердобского уезда. С 1939 года — центр сельсовета. В 50-х годах XX века в селе организована бригада колхоза им. И. В. Мичурина. До 2010 года — в Варваринском сельсовете. Согласно Закону Пензенской области № 1992-ЗПО от 22 декабря 2010 года передано в Малосергиевский сельский совет.

## Численность населения
| 1795 | 1811 | 1859 | 1911  | 1926 | 1939 | 1959 |
| ---- | ---- | ---- | ----- | ---- | ---- | ---- |
| 184  | ↘180 | ↗523 | ↗1079 | ↘740 | ↘310 | ↘213 |
| 1979 | 1989 | 1996 | 2002  | 2010 |      |      |
| ↘172 | ↘112 | ↗118 | ↘84   | ↘56  |      |      |

## Улицы
- Луговая;
- Новая;
- Овражная.